# Parada do Monte
Parada do Monte era una freguesia portuguesa del municipio de Melgazo, distrito de Viana do Castelo.

## Historia
Situada en la zona sur del municipio, a unos doce kilómetros de su cabecera y limitando con el de Arcos de Valdevez, Parada perteneció al municipio de Valadares hasta la extinción de este en 1855.
Fue suprimida el 28 de enero de 2013, en aplicación de una resolución de la Asamblea de la República portuguesa promulgada el 16 de enero de 2013 al unirse con la freguesia de Cubalhão, formando la nueva freguesia de Parada do Monte e Cubalhão.

## Patrimonio
En el patrimonio histórico-artístico de la antigua freguesia cabe señalar la iglesia parroquial, del siglo XVIII y un conjunto de alminhas (pequeños altares dedicados a las ánimas del purgatorio).